# Туганы
Туганы — посёлок при станции в  Большелуцком сельском поселении Кингисеппского района Ленинградской области.

## История

Земли посёлка Туганы на карте 1940 года

Согласно топографической карте РККА 1940 года на месте современного посёлка Туганы находились бараки.
По данным 1966, 1973 и 1990 годов посёлок Туганы входил в состав Пустомержского сельсовета.
В 1997 году в посёлке Туганы Пустомержской волости проживали 10 человек, в 2002 году, так же 10 человек (русские — 70 %), в 2007 году — 5.

## География
Посёлок расположен в южной части района на железнодорожной линии Веймарн — Сланцы.
Через посёлок проходит автодорога 41К-005 (Псков — Кингисепп — Краколье).
Расстояние до административного центра поселения — 10 км.
Через посёлок протекает река Славянка.

## Демография
| 2007 | 2010 | 2017 |
| ---- | ---- | ---- |
| 5    | ↗26  | ↘2   |

### Национальный состав
Согласно данным Всероссийской переписи населения 2021 года в деревне проживали 22 человека, из них:
 русские — 20, аварцы — 1, узбеки — 1 человек.

## Улицы
1-я Славянская, 2-я Славянская.